# Australian National University
Die Australian National University (ANU; deutsch Australische Nationaluniversität) ist eine staatliche Universität in der australischen Hauptstadt Canberra. Sie gehört zu den führenden Universitäten des Landes und wurde von The Times Higher Education Supplement 2007 auf Platz 16 der 200 weltbesten Universitäten platziert. Zudem gehört sie zur Group of Eight, dem Hochschulnetzwerk der führenden australischen Universitäten.
Die Universität ist in der Forschung führend und gehört dem Hochschulverbund International Alliance of Research Universities an. Das 1,4 km² große Campusgelände befindet sich im Stadtteil Acton westlich des Stadtzentrums. Außenstellen befinden sich in Kioloa (an der Küste in New South Wales) und in Darwin (im Northern Territory). Die ANU besitzt darüber hinaus zwei Observatorien, das Mount-Stromlo-Observatorium bei Canberra und das Siding-Spring-Observatorium bei Coonabarabran in New South Wales.

## Geschichte
Die ANU wurde am 1. August 1946 von der australischen Regierung als einzige Universität gegründet, die nur auf Forschung von Postgraduierten ausgerichtet ist. 1960 wurde es durch die Fusion mit dem Canberra University College möglich, dass auch Personen ohne vorherigen akademischen Abschluss an der ANU studieren können. Die Universität besteht noch immer aus zwei Teilen; dem Institute of Advanced Studies, das sich auf Forschung und Postgraduierten-Studiengänge konzentriert, und den Fakultäten, die sowohl Erststudiengänge wie auch Veranstaltungen für Postgraduierte anbieten. Zudem gehören weitere Zentren und Ausbildungsstätten zur ANU.
Es ist die einzige australische Universität, deren Verfassung und Organisationsstruktur durch einen Beschluss des Bundesparlaments diktiert wurden; alle anderen wurden durch Parlamente der Bundesstaaten oder Territorien eingerichtet. Die Universität wird von einem 15-köpfigen Gremium geleitet.

## Universitätsaufbau
Die akademischen Einheiten (sieben „Colleges“ und drei interdisziplinäre Einrichtungen) der Universität sind:
- ANU College of Arts and Social Sciences
- ANU College of Asia and the Pacific
- ANU College of Business and Economics
- ANU College of Engineering and Computer Science
- ANU College of Law
- ANU College of Medicine, Biology and Environment
- ANU College of Physical and Mathematical Sciences
- Australian National Institute for Public Policy (Crawford School of Public Policy)
- National Security College
- National Centre for Indigenous Studies

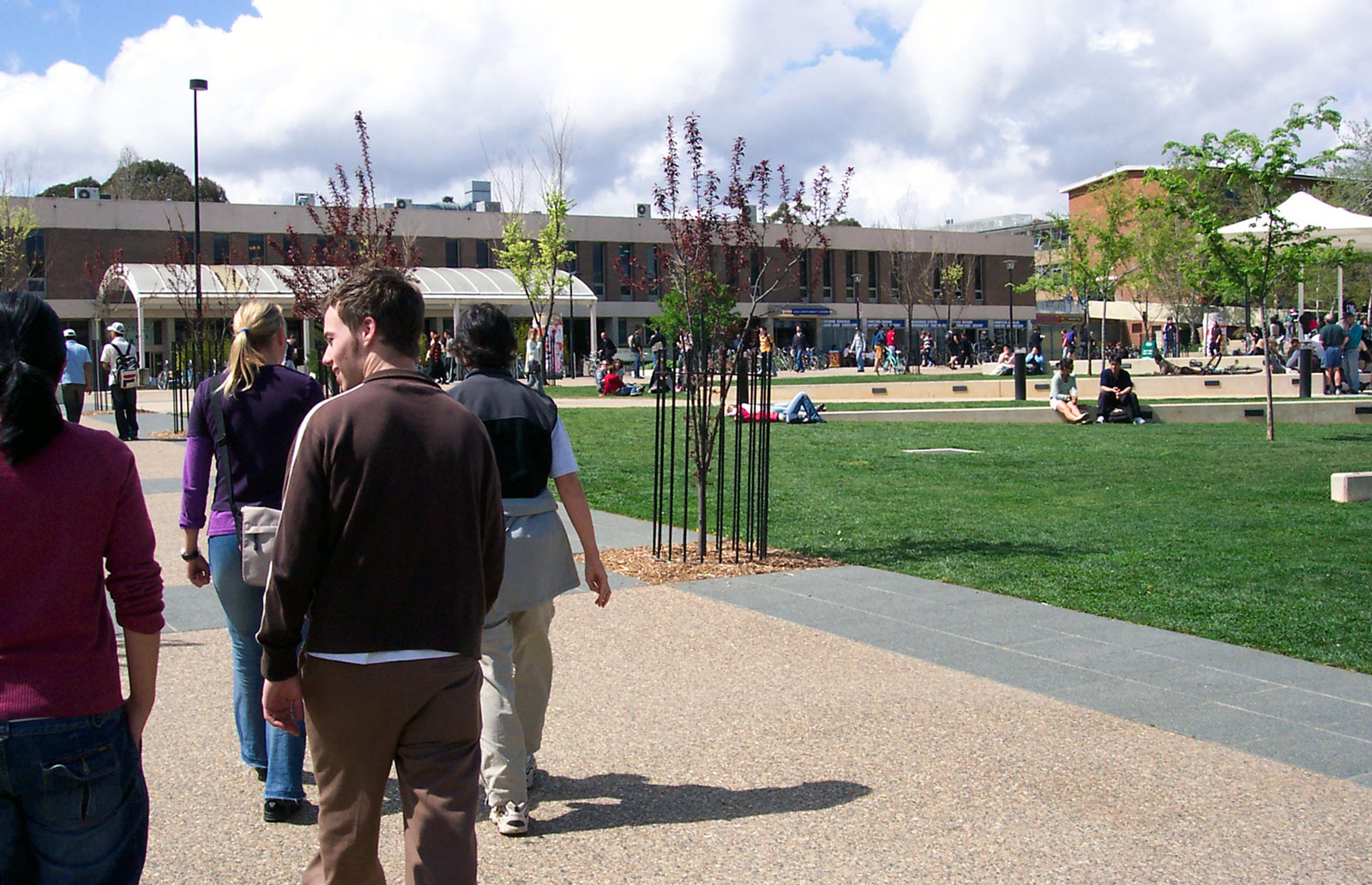
Campus der ANU
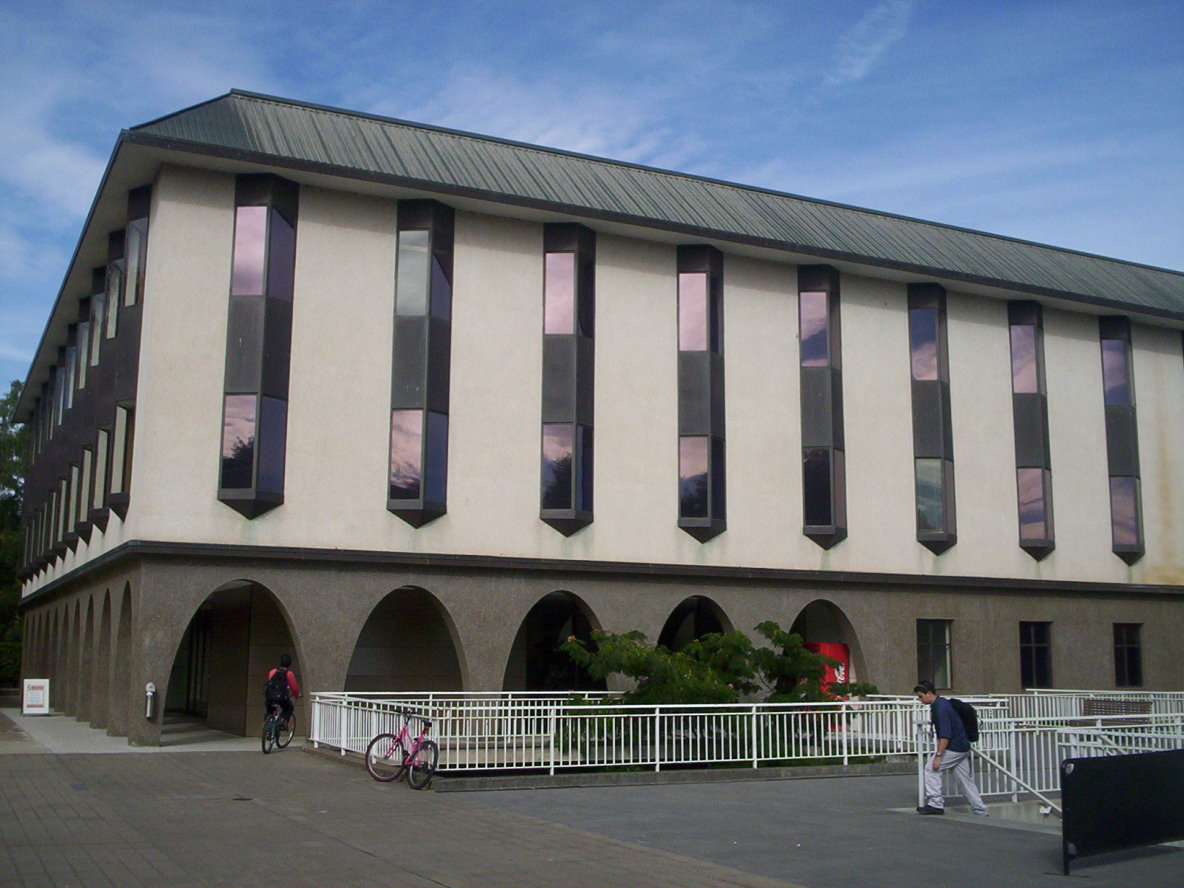
Chifley-Bibliothek
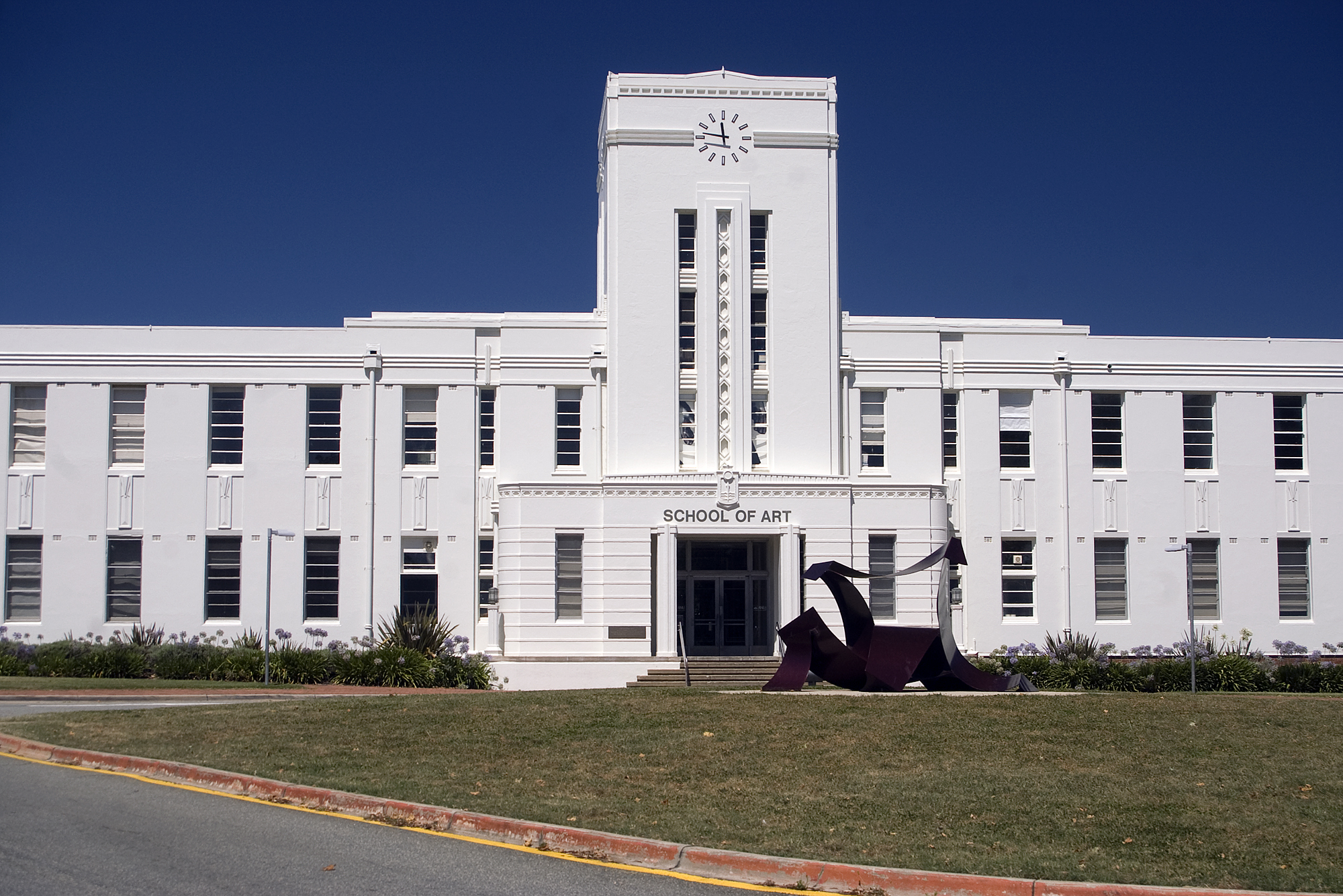
Kunsthochschule

## Halls und Colleges

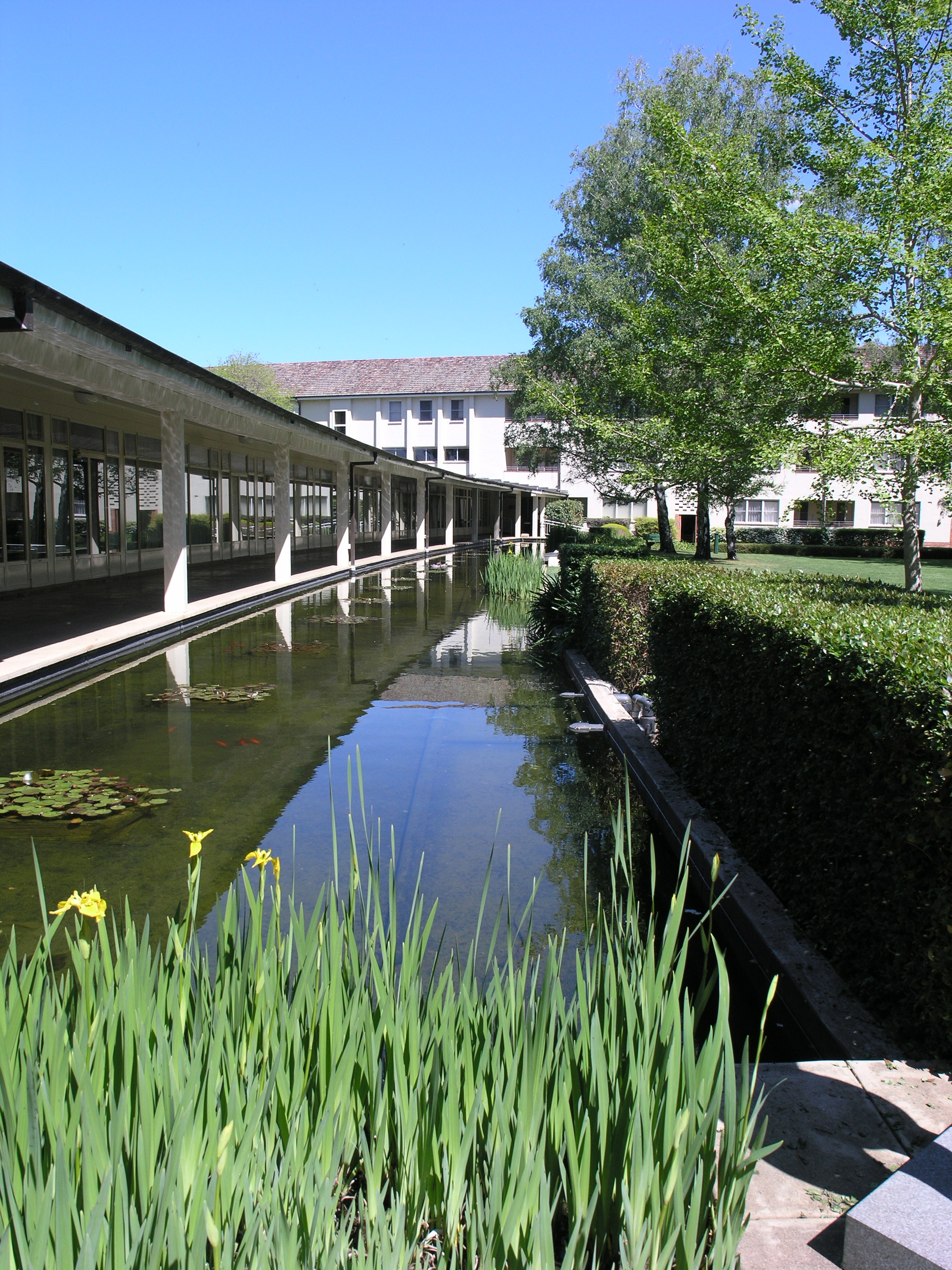
University House

Auf dem Campus befinden sich die Residential Halls und Residential Colleges (mit Ausnahme der Fenner Hall). Diese sollten nicht mit den akademischen Einheiten der Universität (auch Colleges genannt) verwechselt werden. Wie oft bei Universitäten in der angelsächsischen Tradition sind die Halls und Colleges nicht nur Unterkunft, sondern wichtiger Bestandteil der Universität mit zusätzlichen Funktionen. Sie sorgen für zusätzliche Lehre und gesellschaftliche Veranstaltungen. Viele Absolventen bleiben ihrer Hall oder ihrem College als Alumni verbunden.
ANU unterscheidet zwischen universitätseigenen Halls und privaten Colleges (umgekehrt als in Oxford). Außerdem gibt es mit Unilodge noch einen relativ neuen, privaten Träger, der aber weniger traditionsreich als die älteren Halls und Colleges ist. Griffin Hall ist eine virtuelle Hall für Studenten, die nicht auf dem Campusgelände wohnen.

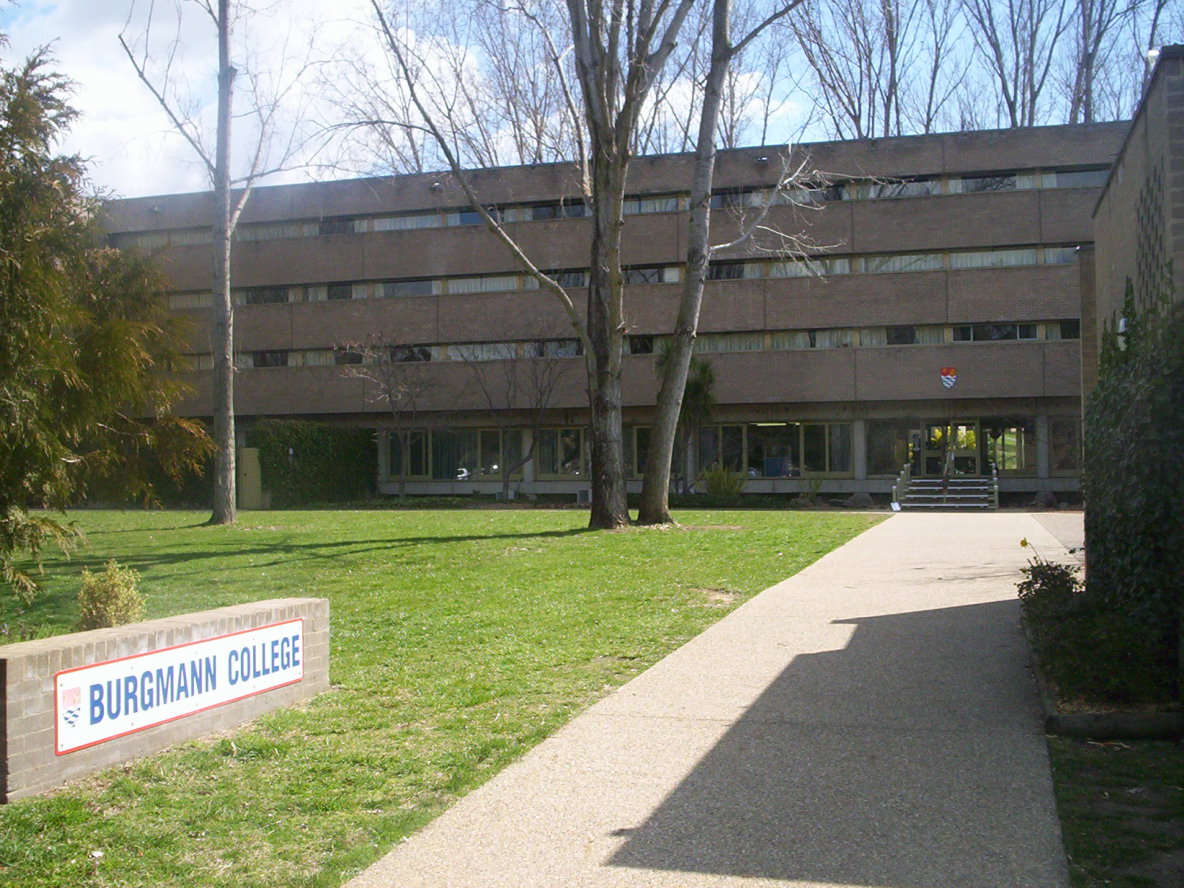
Burgmann College

Die Halls und Colleges sind:
Halls
- University House
- Graduate House
- Bruce Hall
- Burton & Garran Hall
- Fenner Hall
- Toad Hall
- Ursula Hall
- Griffin Hall

Colleges
- Burgmann College
- John XXIII College

Unilodge
- Davey Lodge
- Kinloch Lodge
- Warrumbul Lodge
- Lena Karmel Lodge

## Zahlen zu den Studierenden und den Mitarbeitern
2020 waren 26.331 Studierende eingeschrieben (2015: 22.500, 2016: 23.571, 2017: 25.343, 2018: 26.395, 2019: 26.331). Im Jahr 2010 zählte die ANU 13.440 Studenten, mit ungefähr 4.752 Studenten im Aufbaustudium.
2021 hatte die Universität 4.340 Mitarbeiter. Davon waren 3.056 fest angestellt und 1.284 nicht fest angestellt. 2010 waren es 3.681 wissenschaftliche Mitarbeiter.

## Bekannte Absolventen
Bekannte Absolventen sind:
- Jessie Christiansen, australische Astrophysikerin
- Manning Clark (1915–1991), australischer Historiker
- James Dunn (1928–2020), australischer Diplomat
- Peter Garrett (* 1953), australischer Musiker und Politiker
- Lincoln Hall (1955–2012), australischer Bergsteiger und Autor
- Shree Baboo Chekitan Servansing (* 1955), mauritischer Diplomat und Mitglied des WTO Appellate Body
- Kevin Rudd (* 1957), ehemaliger Premierminister Australiens
- Stephen Larkham (* 1974), australischer Rugby-Union-Spieler
- Jennifer Robinson (* 1981), Menschenrechtsanwältin (seit 2010 Verteidigerin von Julian Assange)[9]
- Alice Jill Edwards (* vor 2000), australische Juristin und Menschenrechtsexpertin

## Nobelpreisträger
Die Universität ist mit sechs Nobelpreisträgern verbunden:
- Howard Florey (1898–1968), 1945 – Medizin
- John Eccles (1903–1997), 1963 – Medizin
- John C. Harsanyi (1920–2000), 1994 – Wirtschaftswissenschaften
- Rolf Zinkernagel (* 1944), 1996 – Medizin
- Peter Doherty (* 1940), 1996 – Medizin
- Brian Schmidt (* 1967), 2011 – Physik